# Kalle Anka badar
Kalle Anka badar (engelska: Beach Picnic) är en amerikansk animerad kortfilm med Kalle Anka från 1939.

## Handling
Kalle Anka är på stranden och har en liten picknick för sig själv. När han försöker rida på en gummihäst i vattnet ser han Pluto som ligger på stranden och sover. Kalle bestämmer sig för att retas med Pluto genom att skrämma honom med hästen. Samtidigt försöker ett gäng myror stjäla Kalles picknick, vilket gör att han försöker stoppa dem med flugpapper.

## Om filmen
Filmen hade svensk premiär den 7 augusti 1939 på biografen Skandia i Stockholm och visades då som förfilm till dramafilmen Krig utan vapen – kontraspionage (engelska: They Made Her a Spy). Den 18 mars 1940 hade kortfilmen nypremiär på biografen Lejonungen i Stockholm.
Filmen har haft flera svenska titlar genom åren. Vid biopremiären 1939 gick den under titeln Kalle Anka badar. Alternativa titlar till filmen är Kalle Ankas strandparty och Kalle Ankas picknick.

## Rollista
- Clarence Nash – Kalle Anka
- Lee Millar – Pluto[4]